# Hoddesdon
Hoddesdon este un oraș în comitatul Hertfordshire, regiunea Eest, Anglia. Orașul se află în districtul Broxbourne.